# Cuno von Uechtritz-Steinkirch
Cuno von Uechtritz-Steinkirch (3. července 1856 Vratislav – 29. července 1908 Berlín) byl německý sochař, který se proslavil skupinou památníků pro Vítěznou alej (Siegesalle) v Berlíně a autorstvím řady dekorativních kašen, mimo jiné Jubilejní kašny v Sokolově.

## Život
Do svých jednadvaceti let se věnoval umění jen jako svému koníčku. Stát se sochařem se rozhodl až potom, co byl císař Vilém I. natolik zaujat jeho soškou slezského spisovatele Karla von Holteie, že si ji ihned zakoupil. Před nástupem ke studiu sochařství v roce 1879 strávil rok v Itálii. V Drážďanech poté navštěvoval ateliér Carla Friedricha Echtermeiera. Tam se seznámil s Ernstem Juliusem Hähnelem, který ho přijal za svého studenta. Von Uechtritz-Steinkirch se následně stal pokračovatelem Hähnela a jeho idealizujícího klasicismu. Svá studia dokončil na Akademii výtvarných umění ve Vídni pod vedením Viktora Oskara Tilgnera, který ho přivedl k tvorbě polychromovaných plastik. Jeho první dílo v tomto stylu, sochu italského chlapce Pifferaro mit Affe („Dudák s opicí“), zakoupila Národní galerie v Berlíně v roce 1889.
Ve Vídni u Tilgnera zůstal nějaký čas jako zaměstnanec. V roce 1887 se osamostatnil v Berlíně, přičemž se zde prosadil díky alegorické skupině Die Krone als Hort des Friedens (Koruna jako útočiště míru) z roku 1897, která byla holdem politickému programu Viléma II. Císař následně nařídil její zhotovení z mramoru pro Pruskou panskou sněmovnu (Herrenhaus). Díky tomuto dílu získal vytouženou lukrativní zakázku pro Vítěznou alej v Berlíně. Za jeho pomník se sochou kurfiřta Jiřího Viléma Braniborského uprostřed mu císař, při příležitosti odhalení 23. prosince 1899, udělil titul královského profesora.

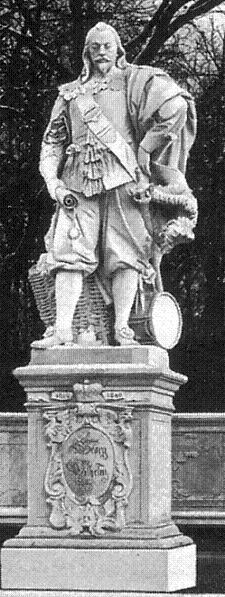
Socha Jiřího Viléma, Vítězná alej

Skupina soch pro Vítěznou alej byla jeho prvním monumentálním dílem, a přestože mu přinesla uznání a s tím i další zakázky, zůstalo jeho silnou stránkou zaměření na světlá, poetická a nápaditější díla, jak zpodobňují především jeho fontány a kašny. Mezi jeho stěžejní díla patří berlínská kašna Gänseliesel a bronzová socha Der erwachende Tag („Probouzející se den“) ve fontáně Puvogel v Hamburku.

### Odborná činnost
Cuno von Uechtritz-Steinkirch se politicky angažoval v různých uměleckých sdruženích, mimo jiné patřil k Asociaci berlínských architektů a byl členem poroty Mezinárodní umělecké výstavy Asociace berlínských umělců. Snažil se také o zlepšení finanční situace svých kolegů a propagaci německého umění v zahraničí, přičemž se domníval, že německé umění může probudit vlnu pro-německého smýšlení a stát se lepším nástrojem diplomacie nežli politické smlouvy. V roce 1904 se významně podílel na přípravách na Světovou výstavu, která se konala v St. Louis ve Spojených státech amerických.
V roce 1907 byl jedním ze signatářů dopisu, který Výbor pro Americké záležitosti Asociace německých sochařů zaslal kancléři Bernhardu von Bülowovi. Umělci varovali před „hrozící nadprodukcí umění“ a žádali o „mocnou podporu říšské vlády“ v „životním poslání německých umělců k dobytí nových trhů. […] Máme zde na mysli především Spojené státy Severní Ameriky,“ přičemž se domnívali že, „díla německého umění nebyla dosud Američanům zprostředkována v dostatečné míře. Je důležité čelit jednostranné tendenci Američanů k románskému, zvláště francouzskému umění, a tak poskytnout německému umění pozornost a uznání, po kterém právem touží“. Pozadím dopisu byla mimo jiné vysoká dovozní cla do USA, která v 80. letech 19. století činila 30 %, zatímco v roce 1901 to bylo již 45 %.
Jeho studentkou byla americká sochařka Harriet Whitney Frishmuthová.

## Vybraná díla

### Skupina 24 pro Vítěznou alej
Veškerá díla pro Vítěznou alej, která vznikla v letech 1895 až 1901 z pověření císaře Viléma II. a pod uměleckým vedením sochaře Reinholda Begase, měla shodnou základní podobu – socha o výšce 2,75 m, dvě menší busty osob úzce spojených s hlavní postavou, přičemž výběr postav měl mimo jiné na starosti historik a prezident Pruského tajného státního archivu Reinhold Koser. Skupiny byly uspořádány na půlkruhovém podstavci, který byl vzadu uzavřen lavicí. Dvě vedlejší postavy byly umístěny na lavici a rozdělovaly ji tak na tři části. Sochy byly umístěny v centru na samostatném soklu nad třístupňovým podstavcem. Finální pojetí bylo však uměleckým vyjádřením každého jednotlivého sochaře.

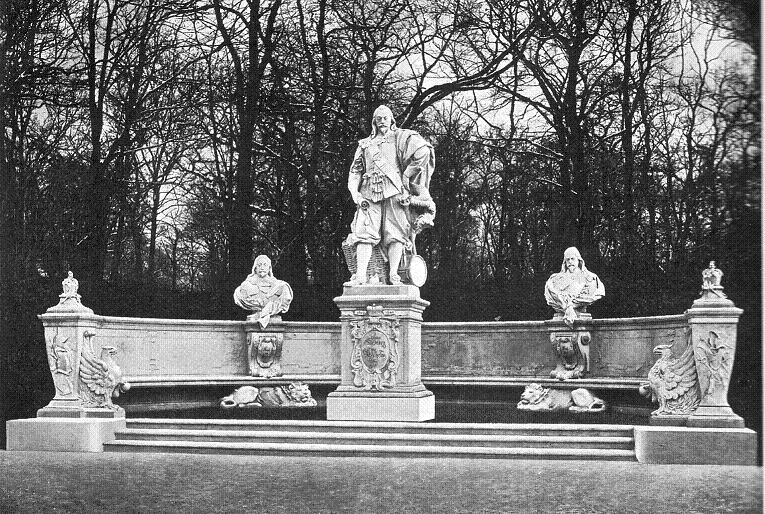
Celkový pohled na Skupinu 24

Pro soudobý německý tisk, zejména časopis Illustrirte Zeitung Leipzig, byl Cuno von Uechtritz-Steinkirch přesně tím pravým mužem pro „Skupinu 24“ se sochou kurfiřta Jiřího Viléma. Protože váhavý, nerozhodný kurfiřt, který se během třicetileté války uchýlil do Königsbergu a nadále tam řídil honosný dvůr, nenabízel „žádnou možnost popisu [...] vznešené velikosti“, umělec tak „v podstatě vytvořil pouze dekorativně efektní obraz doby a jejích vnějších projevů“. Podle nich vytvořil von Uechtritz-Steinkirch „pečlivě provedenou kostýmní postavu v charakteru 17. století“, s „bohatým malebným kouzlem, prostřednictvím kterého nás uchvacuje kroj doby valdštejnské“.
Cuno von Uechtritz-Steinkirch symbolicky poskytl kurfiřtovi jediné atributy války – buben a shnilý zákop, ze kterého se valily dělové koule – v zadní části. Mrzutý, zamyšlený výraz a lehce afektovaná póza mají vyjadřovat regentovu nerozhodnost. V pravé ruce drží listinu o přistoupení k Pražskému míru. Sochu kurfiřta podtrhovaly busty plukovníka Konrada von Burgsdorffa, velitele Spandau a Küstrinu za třicetileté války, a hraběte Adama ze Schwarzenbergu, kterému Jiří Vilém po odchodu do důchodu přenechal vládní záležitosti a který byl teprve nedávno historiografií rehabilitován z obvinění z vlastizrady. Své umělecké pojetí skupiny zdůraznil bájnými zvířaty a listím v nápisové kartuši na podstavci hlavní postavy, pilastrovitých lavicových lících a dvou podpěrných postavách lva pod lavicí, „které je třeba chápat jako symbol stále dřímající síly Braniborska“.

Po konci 2. světové války byla Vítězná alej zbořena a řada jejích památek poškozena či přímo ztracena. Poškození se nevyhnula jak socha kurfiřta (mimo jiné chybějící pravá ruka a buben), tak ani busta hraběte Adama ze Schwarzenbergu (vážné poškození obrysu, chybějící nos). V roce 2009 byly obě památky společně s dalšími pozůstatky Vítězné aleje přemístěny do Citadely Spandau, kde proběhlo jejich zrestaurování a od 29. dubna 2016 jsou vystaveny v rámci nové stálé expozice „Odhalení. Berlín a jeho památky“. Busta Konrada von Burgsdorffa, jenž se dlouhou dobu považovala za ztracenou, byla znovu objevena v roce 2011.

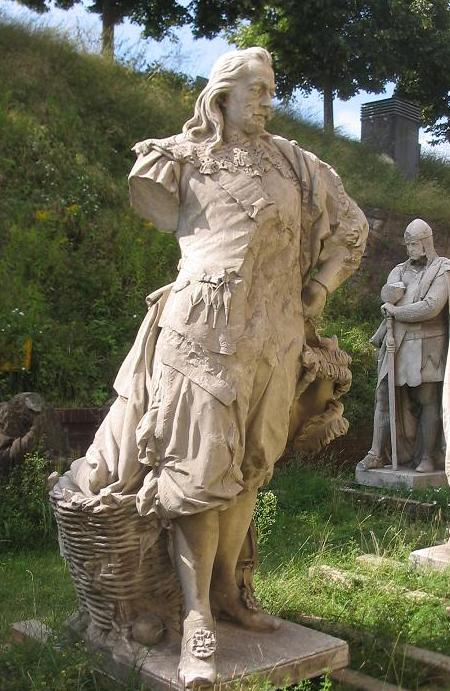
Poničená socha kurfiřta před restaurováním v roce 2009
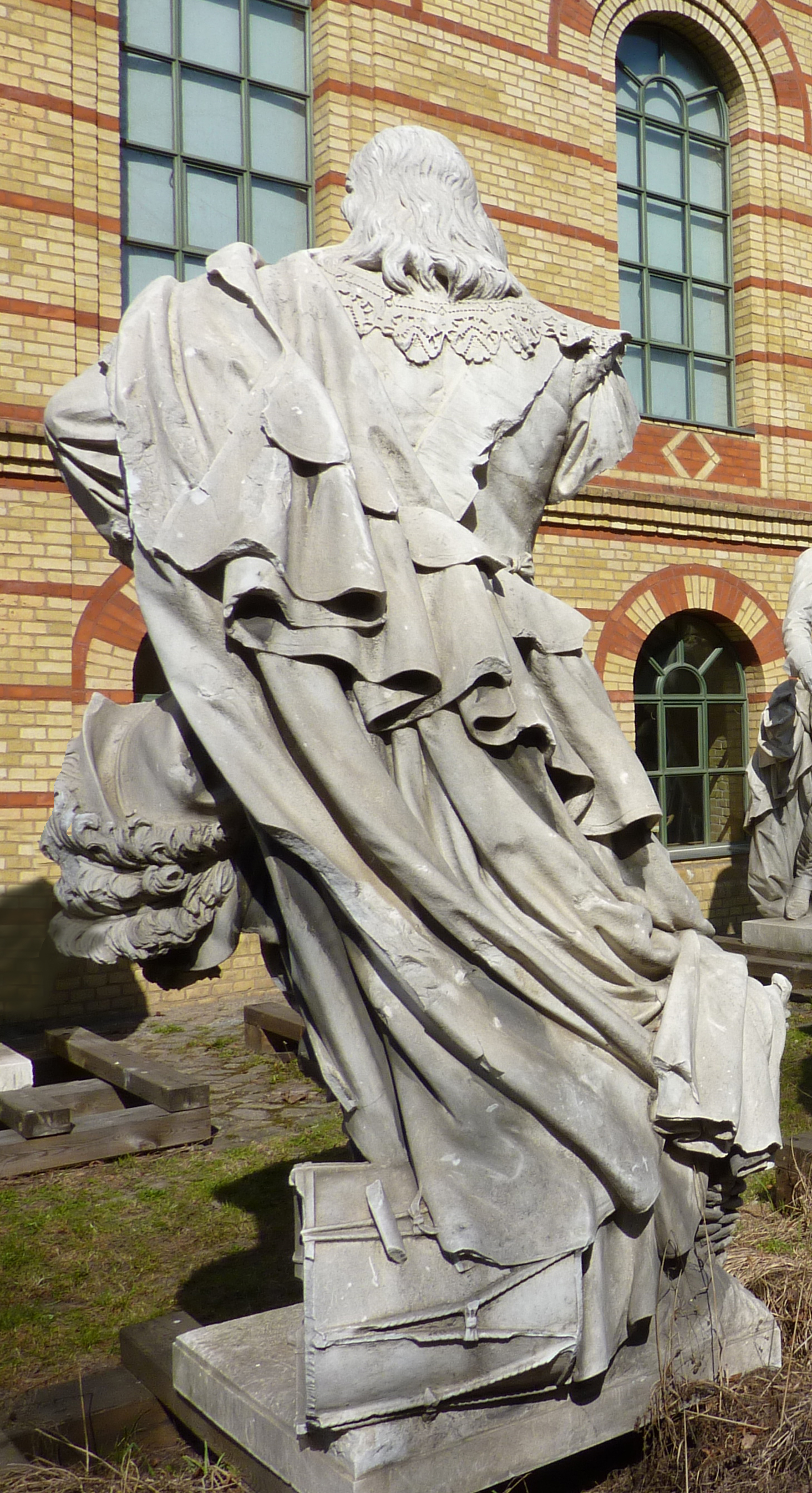
Socha kurfiřta, pohled zezadu
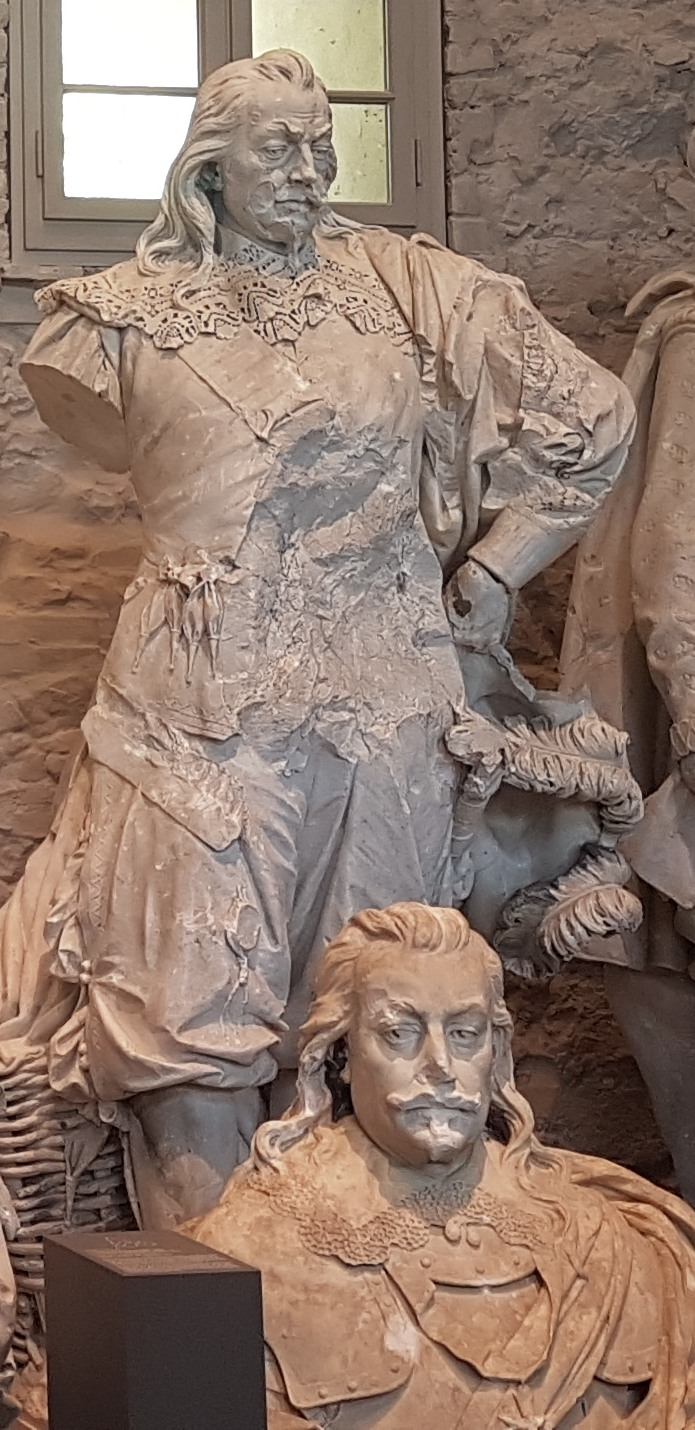
Socha Jiřího Viléma a busta Konrada von Burgsdorffa v rámci expozice v Citadele Spandau, rok 2019

#### Živý obraz
Z iniciativy hraběnky von der Gröbenové se koncem března 1898 v Berlínské koncertní síni konala „šlechtická divadelní představení pro dobročinné účely“, která byla zahájena živým obrazem, jenž uspořádal Walter Schott ve hře Der Ruhmesweg („Cesta slávy“). Jeviště ukazovalo zamlženou část Tiergarten, kde hrdinka ve ztvárnění Rosy Poppové představila prolog oslavující minulost. Následně osvětlené jeviště představilo vizi Vítězné aleje se všemi skupinami a čtyřmi živými obrazy na podstavcích v popředí zobrazujícími Albrechta I. Medvěda, jeho syna Ottu I. Brandenburského, Ludvíka VI. Bavorského a Jiřího Viléma. Cuno von Uechtritz-Steinkirch si svou postavu znázornil sám – a výběr postavy Ludvíka byl dán i tím, že ji mohl ztělesnit jediný další vznešený sochař Vítězné aleje, císařský důvěrník Emil Graf Görtz.

### Fontány a kašny

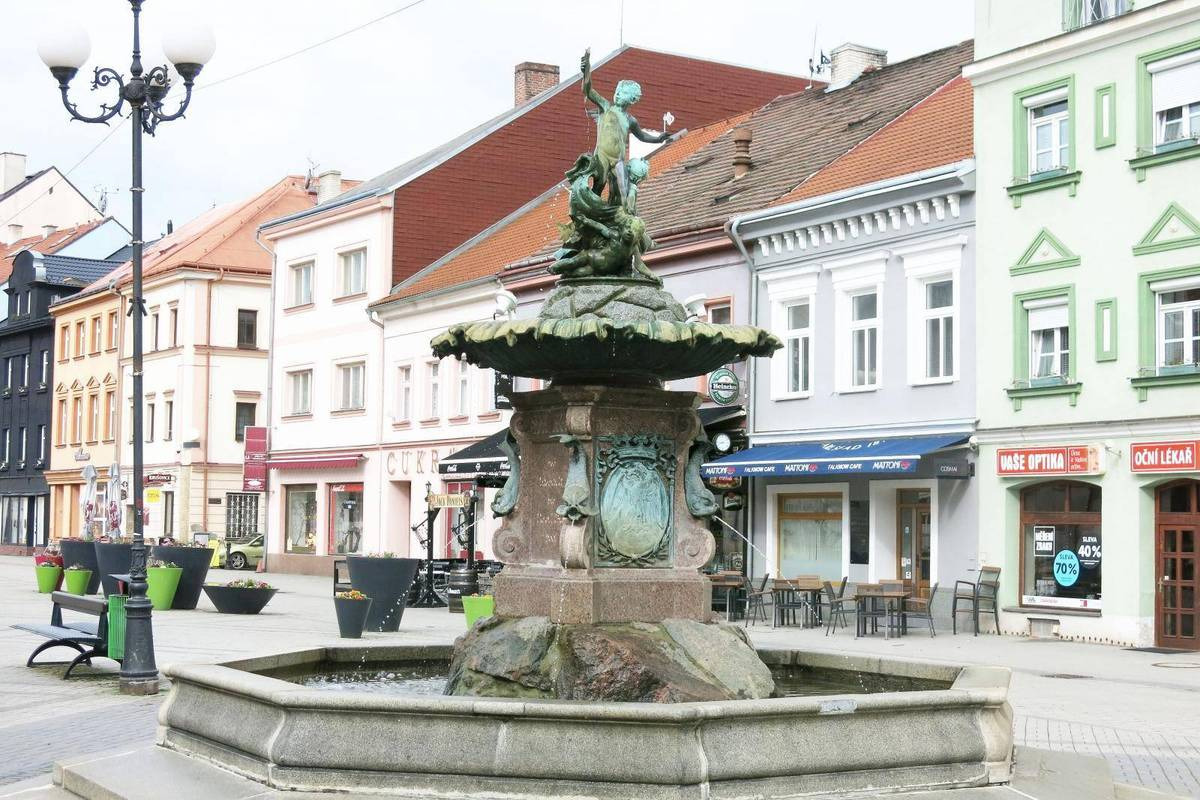
Jubilejní kašna, Staré náměstí v Sokolově

#### Jubilejní kašna
Jubilejní kašna vznikla u příležitosti 50. výročí usednutí Františka Josefa I. na trůn a slavnostně odhalena byla 11. prosince 1898. Někdy se jí říká také Schramova, podle významné podnikatelské rodiny Schramů, která na její vznik finančně přispěla. Kašna stála na Starém náměstí v Sokolově, odkud byla v 50. letech 20. století přemístěna do nově vznikajícího parku, který však následně ustoupil bytové zástavbě. Kašna skončila v areálu technických služeb a v depozitáři městského muzea. Při celkové rekonstrukci Starého náměstí na počátku 90. let bylo rozhodnuto o jejím návratu na původní místo. Před tím však musela projít rozsáhlým restaurováním pod dohledem doc. Petra Siegla z Akademie výtvarných umění v Praze. Slavnostně (znovu)odhalena byla takřka 100 let od svého vzniku dne 27. října 1998 při příležitosti oslav 80. výročí založení republiky. V roce 2006 byla kašna prohlášena kulturní památkou.
Kašna je tvořena dvoustupňovou základnou a bazénem ve tvaru osmiúhelníku. Uprostřed nádrže je umístěn žulový sokl, jehož hrany nesou kovové chrliče vody ve tvaru ryb. Tělo soklu je ozdobeno dvěma oválnými bronzovými reliéfy – městský znak a podobizna Augusta Schrama. Na vršku soklu je umístěna bronzová mušle ve které je usazeno sousoší trojice puttů v různých pozicích. Hlavní postava se tyčí k nebi, přičemž v pravé ruce drží malou rybku z jejíž tlamy tryská voda.

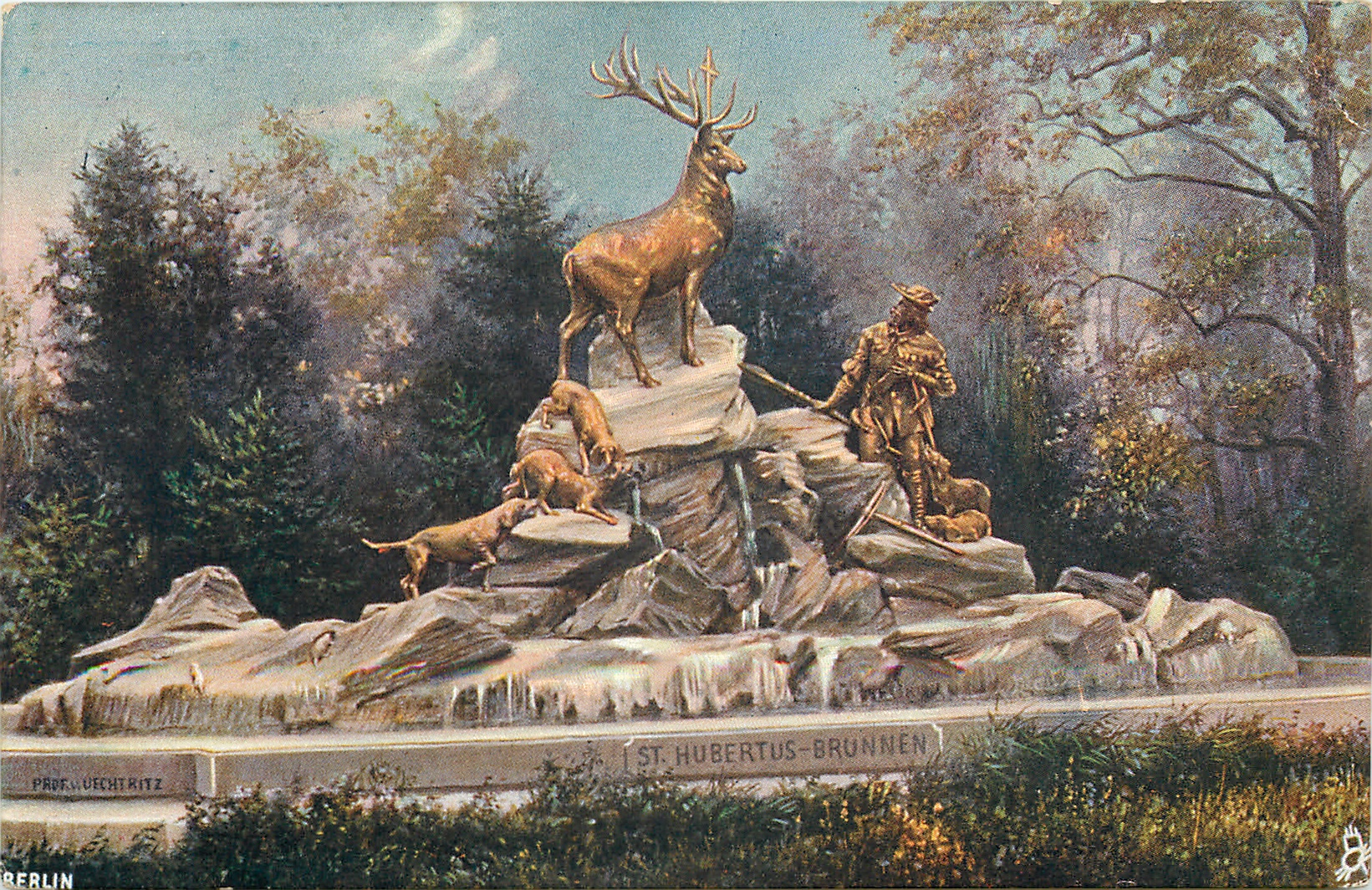
Vyobrazení kašny sv. Huberta, dobová pohlednice

#### Hubertusbrunnen
Kašna svatého Huberta z roku 1904 měla téměř monumentální charakter. Cuno von Uechtritz-Steinkirch navrhl na náměstí Großer Stern idealizovaný antický komplex, který připomínal styl Dürerovy doby. Fontánu obklopovaly čtyři bronzové lovecké skupiny podle návrhu Fritze Schapera (Altgermanische Büffeljagd – „Starogermánský hon na buvoly“), Karla Begase (Eberjagd der Renaissancezeit (um 1500) – „Lov na kance z období renesance (kolem roku 1500)“), Maxe Baumbacha (Hasenhatz zur Rokokozeit – „Hon na králíky v období rokoka“) a Wilhelma Haverkampa (Zeitgenössische Fuchsjagd – „Soudobý lov na lišku“). Reinhold Felderhoff přispěl dvěma velkými kamennými lavicemi s loveckými motivy. Během přeměny Berlína na Welthauptstadt Germania („Světové hlavní město“) národními socialisty byl na náměstí Großer Stern přemístěn Vítězný sloup, v důsledku čehož byla Hubertova kašna v roce 1938 zrušena. Všechny čtyři lovecké skupiny jsou od konce války umístěny v Tiergarten poblíž náměstí Großer Stern.

#### Pauckschbrunnen

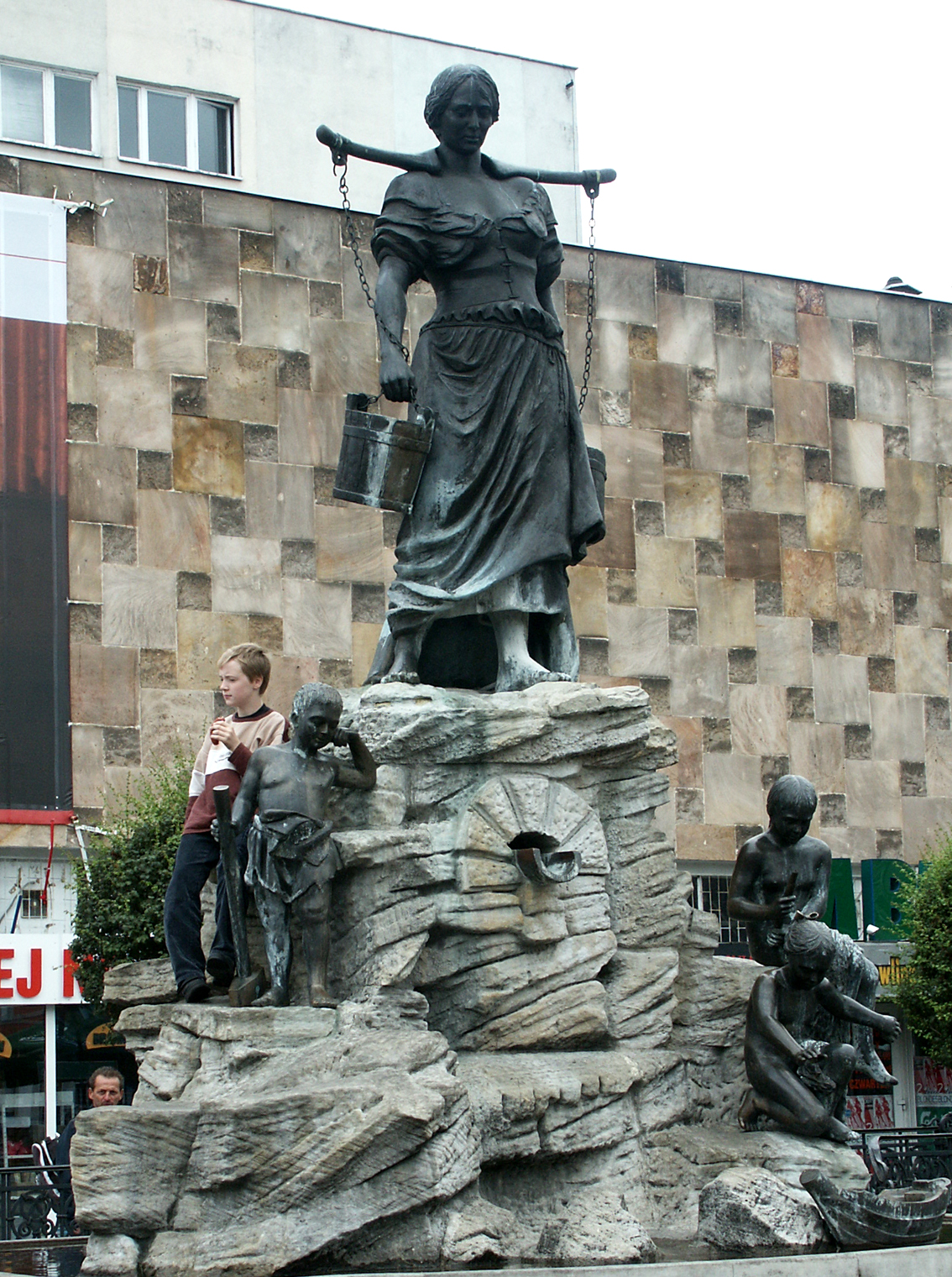
Pauckschbrunnen, Landsberg an der Warthe

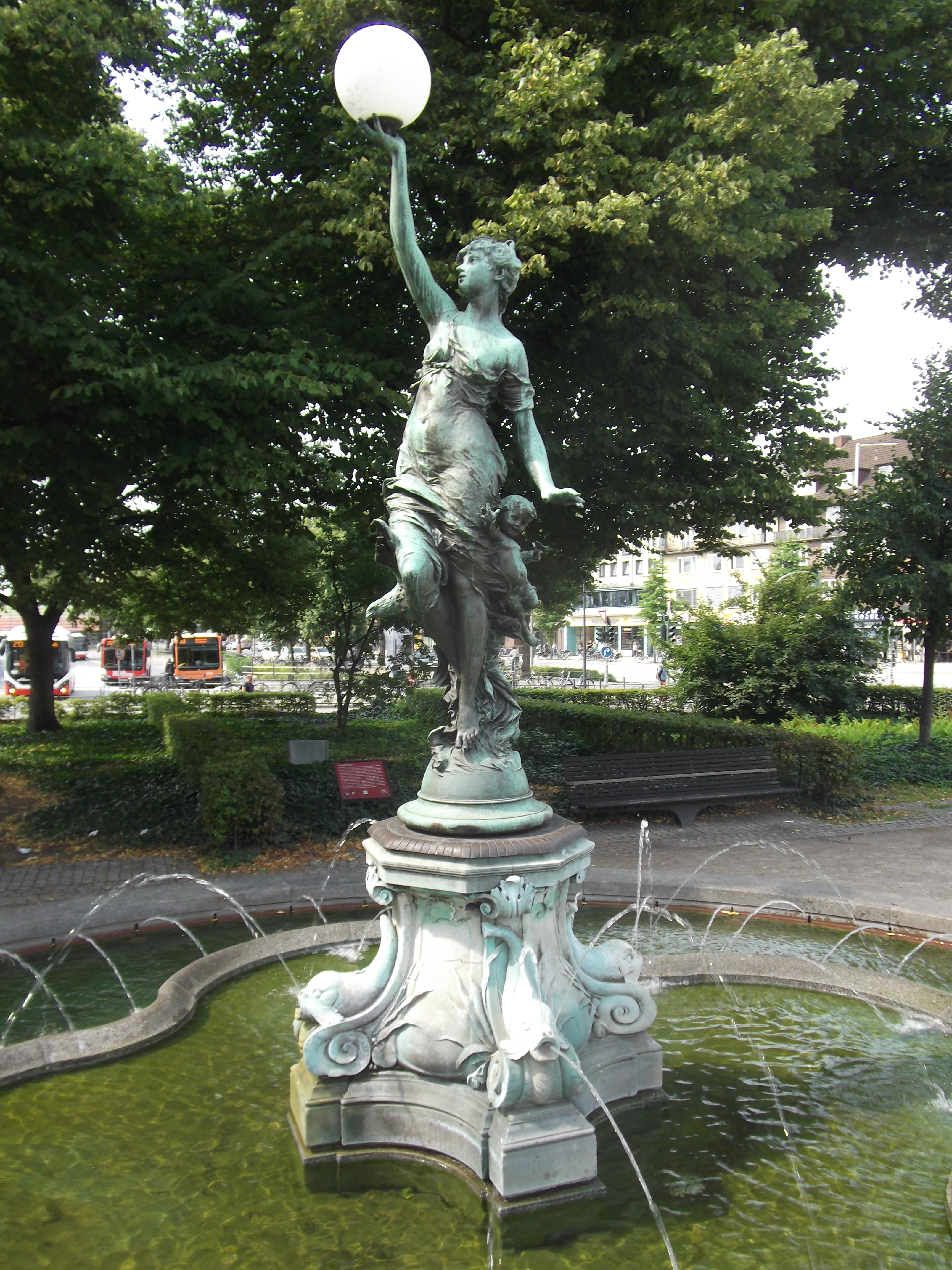
Puvogelbrunnen, Hamburk

Kašna byla pojmenována podle landsberského průmyslníka Hermanna Paucksche, který byl členem městského parlamentu a později i čestným občanem města. Jednalo se o jeho dar městu a slavnostní odhalení kašny proběhlo v roce 1897. Kašna vyobrazuje štíhlou, stupňovitou hromadu balvanů a desek v kotlině, na kterou von Uechtritz-Steinkirch umístil silnou ženskou postavu. Bronzová plastika balancuje na svých ramenech jho, na jehož koncích visí dvě vědra na řetězech, které současně drží ve svých rukách. Socha symbolizuje píli Landsbergerů a jejich záchranné lano, řeku Warthe. U nohou ženy jsou ve skalách zasazeny tři dětské postavy, kterým sochař přiřadil různé předměty. Děti a jejich atributy mají symbolizovat tři ekonomické pilíře tehdejšího města. Chlapec s kladivem a vybavením znamená průmysl, dívka s prutem rybaření a dívka se sítí a lodí odkazuje na lodní dopravu.
Kašna se nachází za katedrálou sv. Marie pocházející ze 13. století, přičemž se jedná o věrnou repliku z roku 1997. Původní sochy byly jako dar německého lidu roztaveny za 2. světové války. Rekonstrukce pochází od polské sochařky Zofie Bilińské a byla darem bývalých německých obyvatel k 740. výročí založení města. Landsberg, od roku 1946 Gorzów Wielkopolski, oslavil v červenci 2007 své 750. výročí a při této příležitosti byla vydána speciální známka zobrazující kašnu a katedrálu (obrázek).

#### Puvogelbrunnen
Kašna nese jméno Friedricha Puvogela, dlouholetého místostarosty Wandsbeku (městské části Hamburku), a vznikla na jeho počest po jeho smrti v srpnu 1907. Byla postavena na tehdejší zelené ploše dnešního tržiště Wandsbeker. Název ústřední bronzové sochy „Probouzející se den“ zvolil von Uechtritz-Steinkirch sám. Ženská postava doprovázená puttem natahuje pravou paži k nebi a v ruce drží bílou kouli (lampu), symbol vycházejícího slunce. Technicky se tak jednalo o odvážnou symbiózu vody a elektřiny.
V roce 1961 byla kašna přemístěna do „Zahrady Puvogel“ naproti místnímu kostelu. V roce 1998 spadla ústřední postava ze základny a byla těžce poškozena, od té doby byla uložena v restaurátorské dílně Památkového úřadu. Obnova byla provedena v rámci Projektu Puvogel, který zahrnoval rekonstrukci kašny s večerním osvětlením s co největším ohledem na zachování původního charakteru a redesign okolní zahrady. Celkové náklady na její zrestaurování dosáhly částky 353 000 eur, přičemž 103 000 eur byly dary, zbylou částku doplatil hamburský senát z investičního programu Hamburg 2010. Slavnostní otevření zahrady a (znovu)odhalení kašny proběhlo 16. srpna 2006.

#### Gänselieselbrunnen
Motivem pro berlínskou kašnu dívky s husami (Gänseliesel) je lidová pohádka, kterou proslavili bratři Grimmové. Příběh pojednává o královské dceři, kterou její služebná lstí přiměje vyměnit si šaty a tím zaujme její místo, z princezny se tak stane husopaska.
Kašna, která je umístěna na berlínském náměstí Nikolsburger Platz, je pozdním dílem Cuna von Uechtritz-Steinkircha, které bylo dokončeno v roce 1910, tedy až dva roky po jeho smrti. Nad jezírkem o průměru kolem šesti metrů se na severní straně hromadí kopec balvanů, na jehož plošině stojí bronzová socha dívky (výška 1,6 metrů). Kolem ní jsou uspořádány 55 centimetrů vysoké husy v různých pozicích. Dívka má na sobě jednoduchý venkovský kroj a po obou stranách hlavy copy, což odpovídá idealizaci venkovského života ve výtvarném a užitém umění a soudobé literatuře kolem roku 1900. V pravé ruce drží klacík, ze kterého kape voda. Ze skalní stěny pod sochou vyvěrá voda do jezírka.

Po konci 1. světové války se kašna stala cílem zlodějů kovů, kteří rozebírali její jednotlivé díly. Ve 40. letech 20. století byly sochy zcela roztaveny pro potřeby zbrojní výroby. V roce 1987, k 750. výročí Berlína, darovala Berliner Industriebank čtvrti Wilmersdorf repliku, která byla věrná originálu a kterou vytvořil sochař Harald Haacke. Slavnostní odhalení proběhlo v roce 1988.

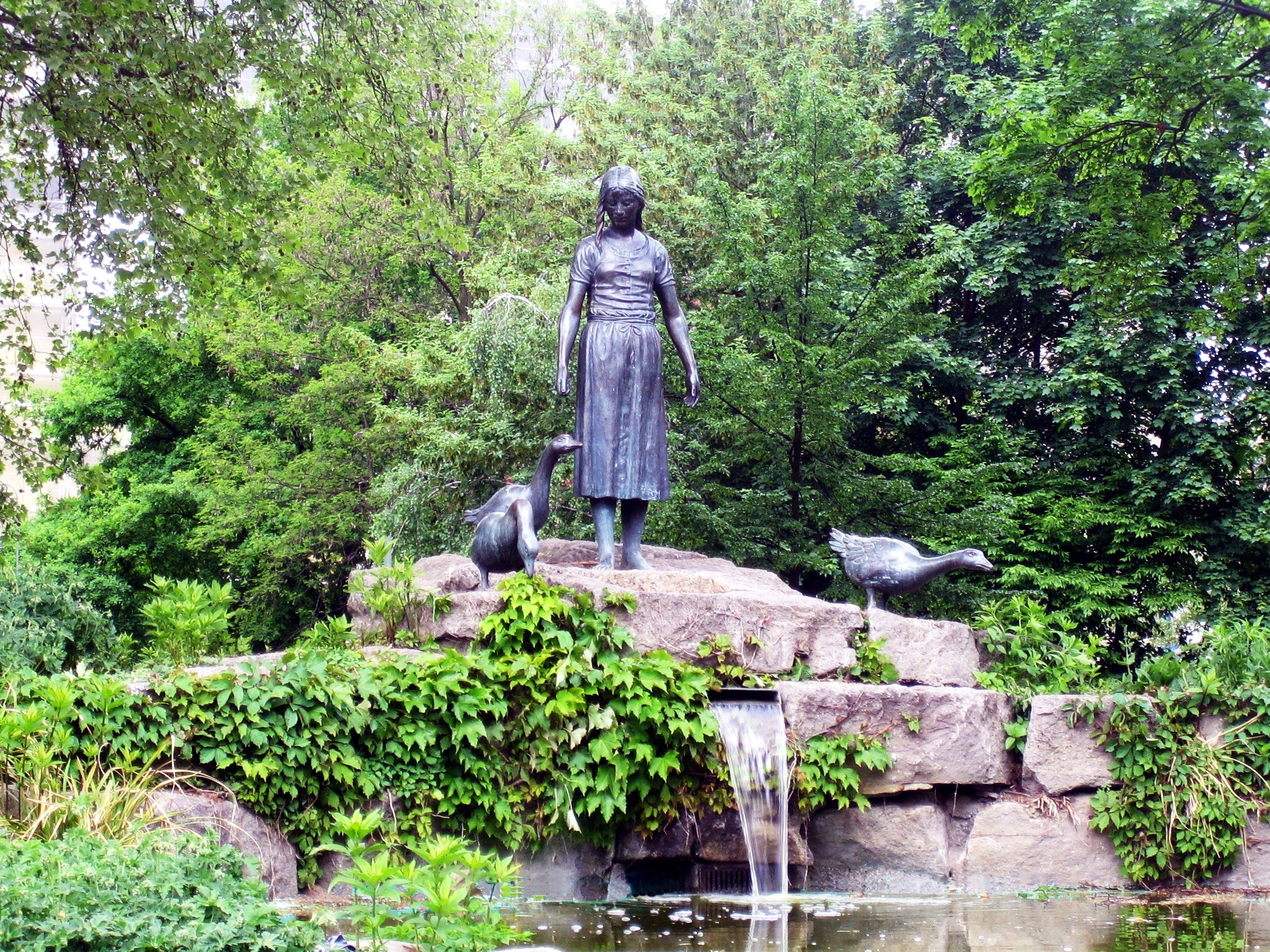
Přímý pohled na kašnu
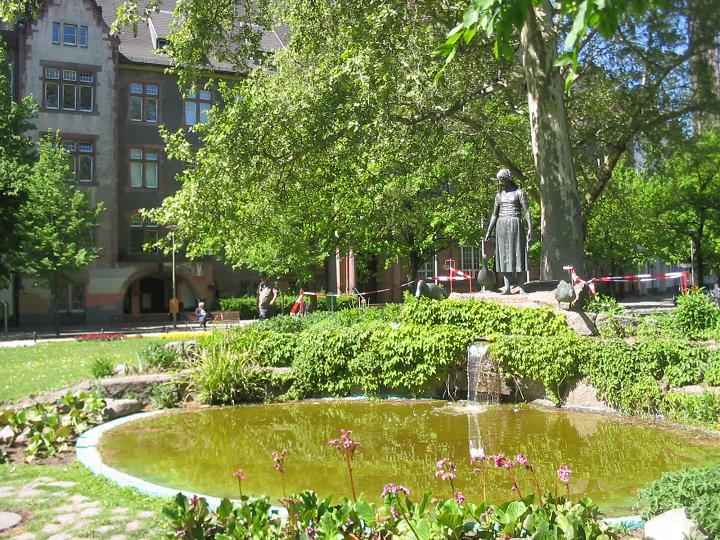
Celkový pohled na kašnu
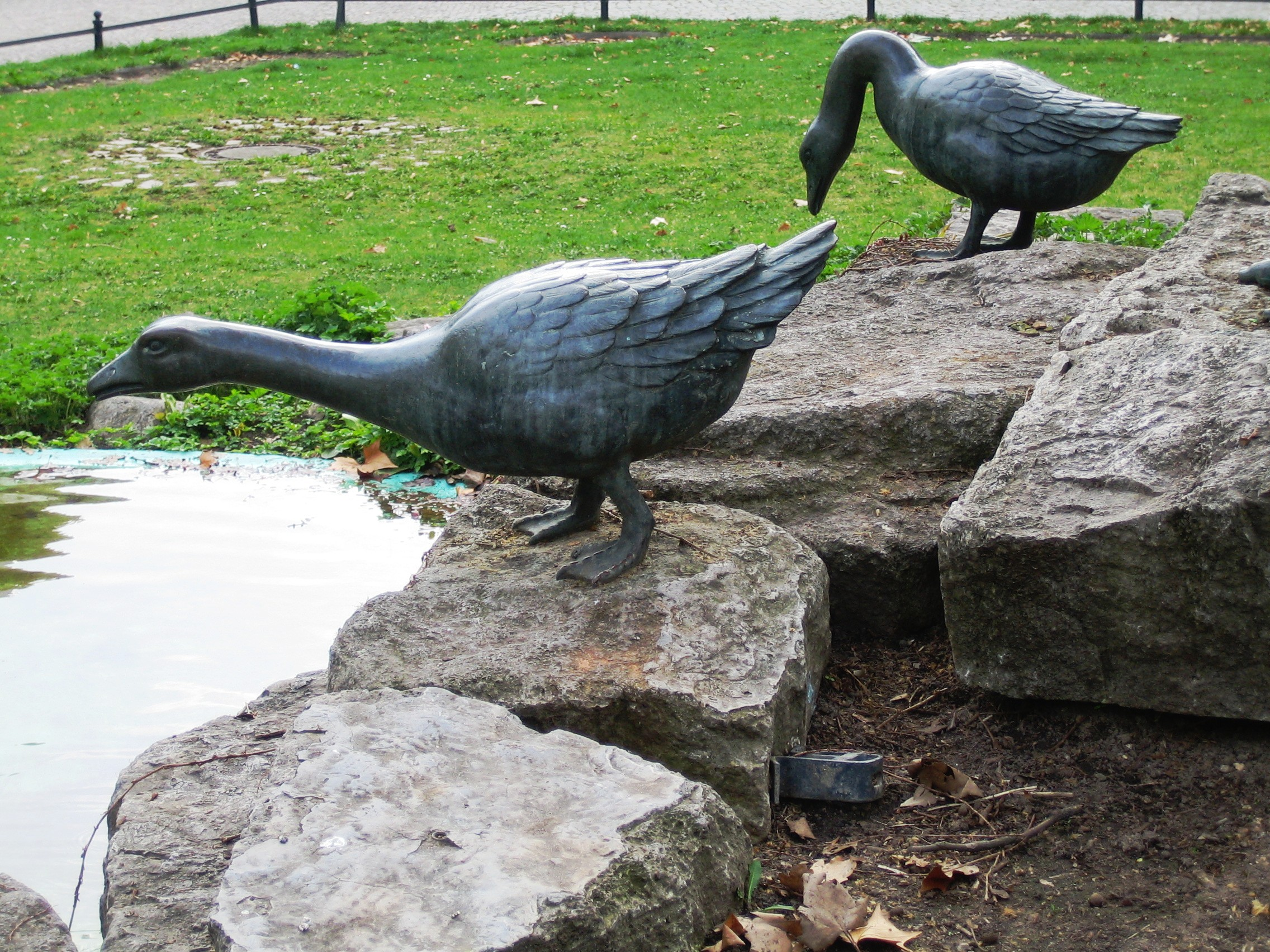
Dvě sochy hus v detailním pohledu
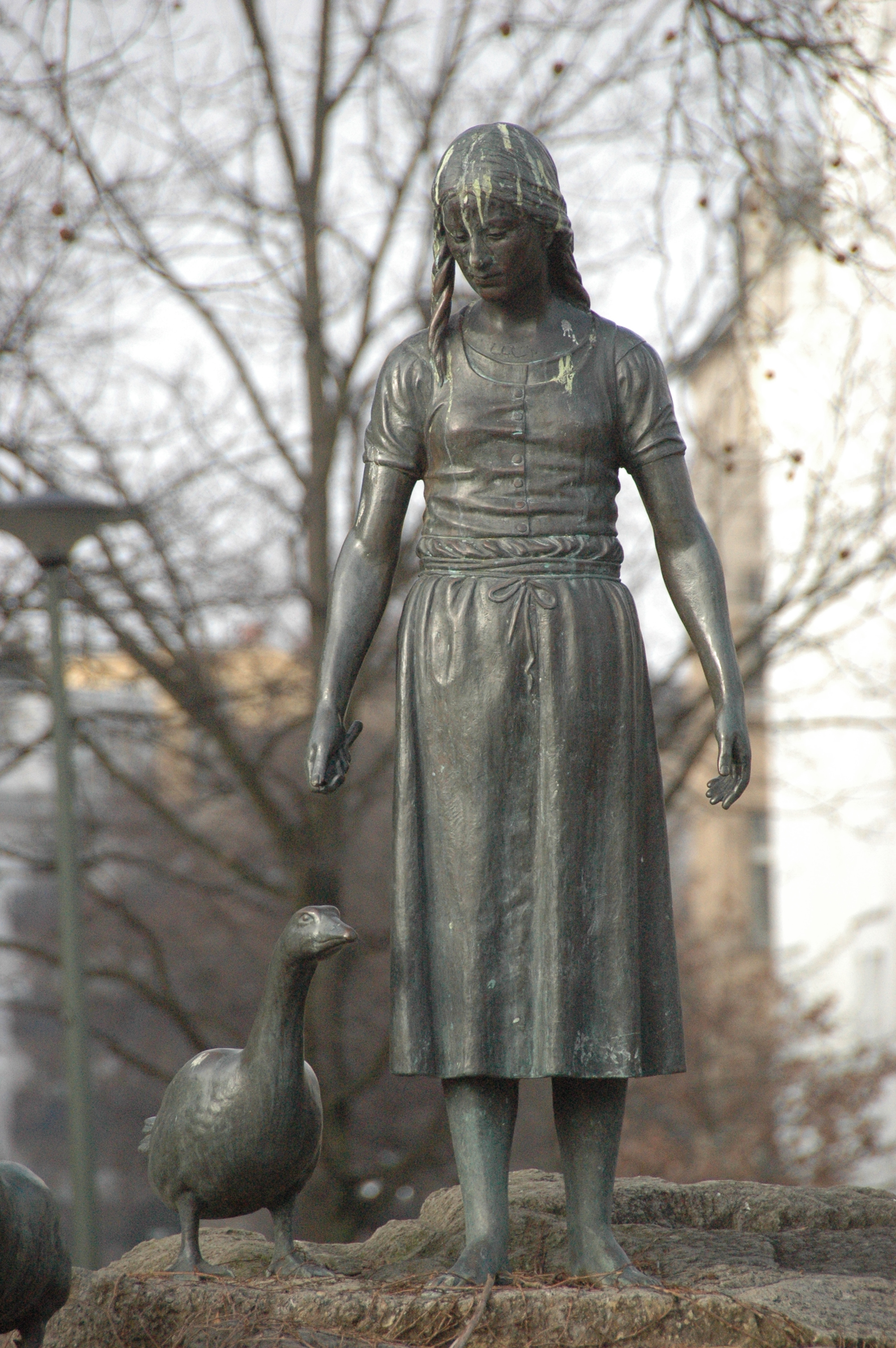
Detailní pohled na sochu dívky s husou
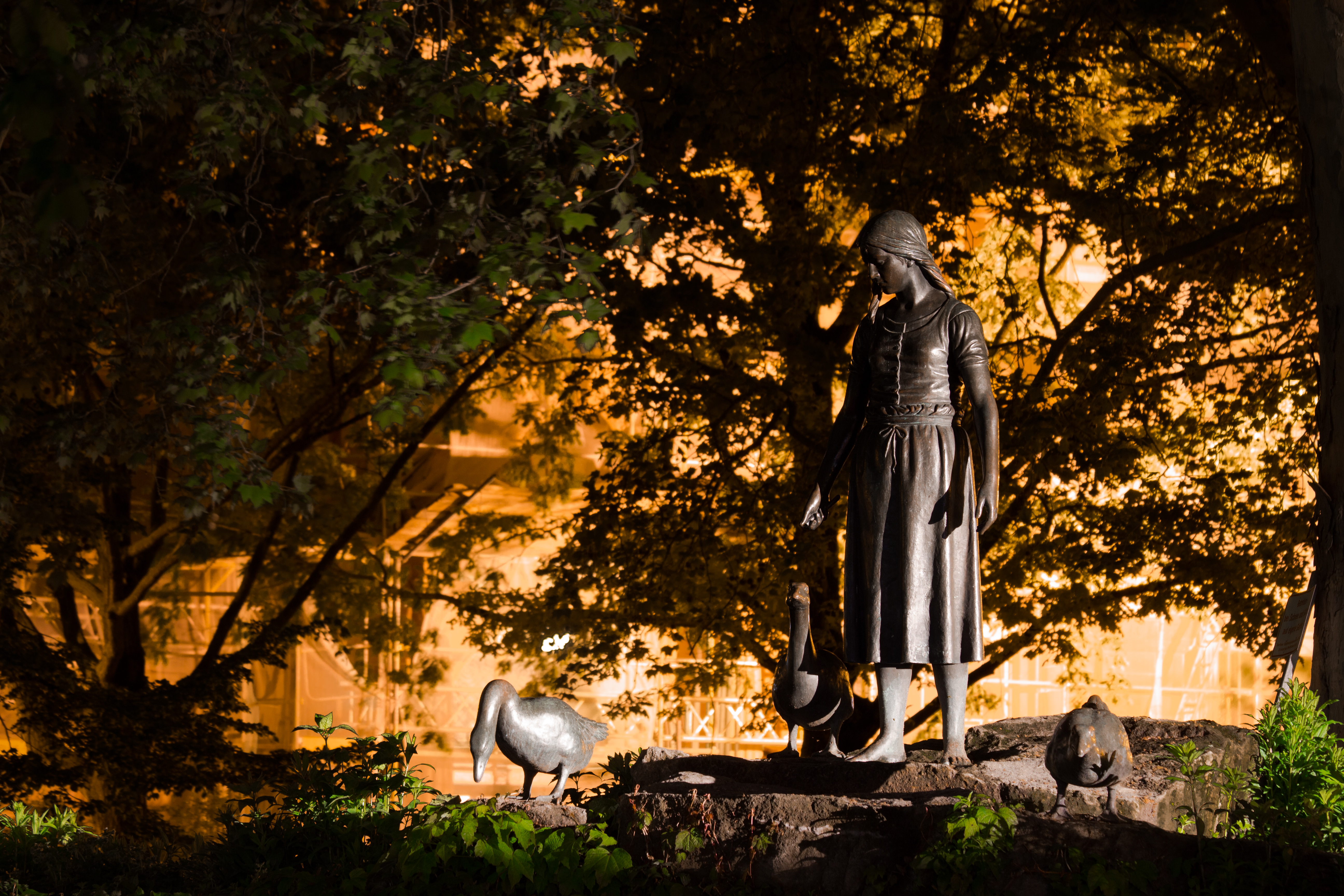
Večerní pohled na kašnu
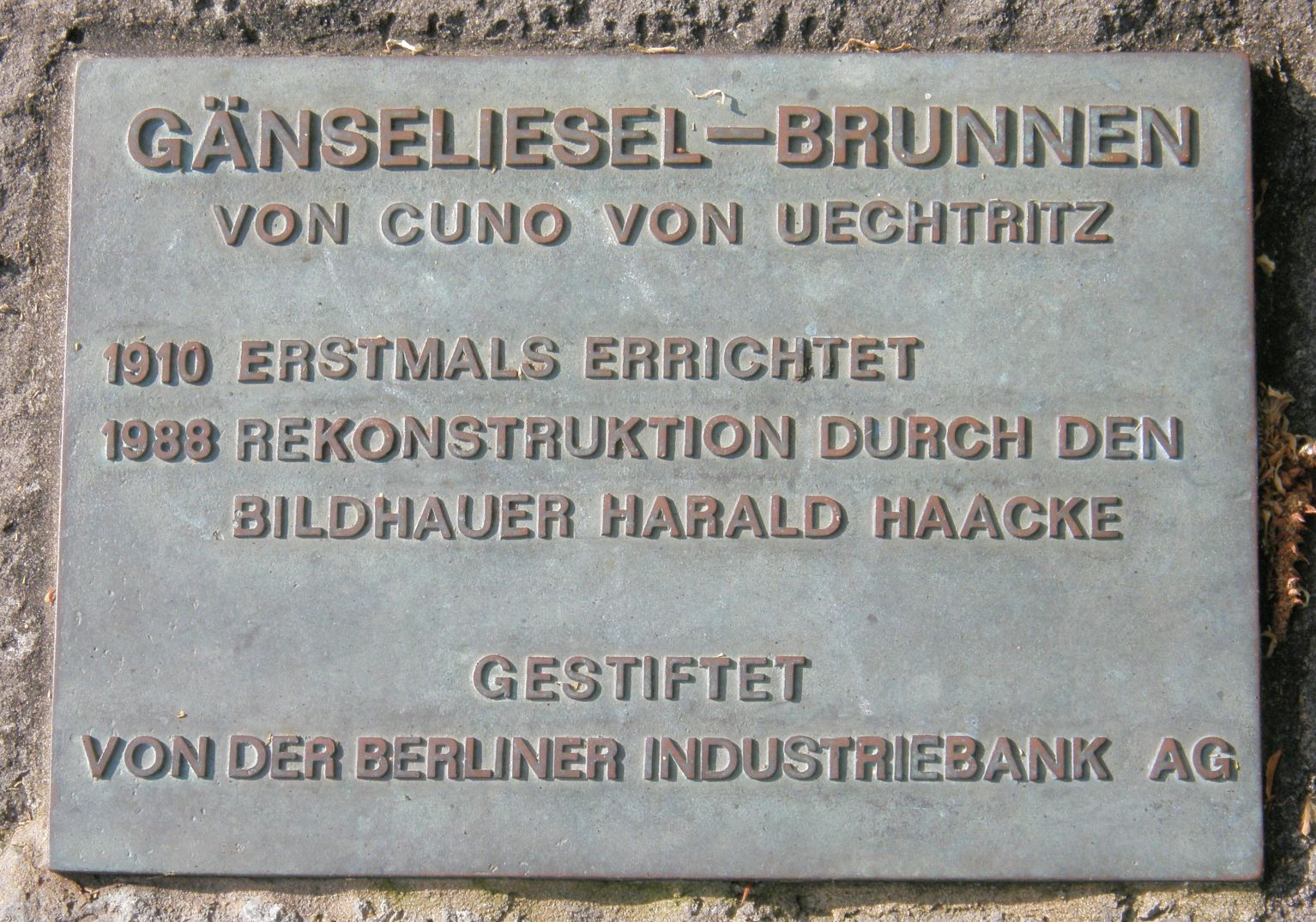
Informační plaketa na kašně

## Seznam děl

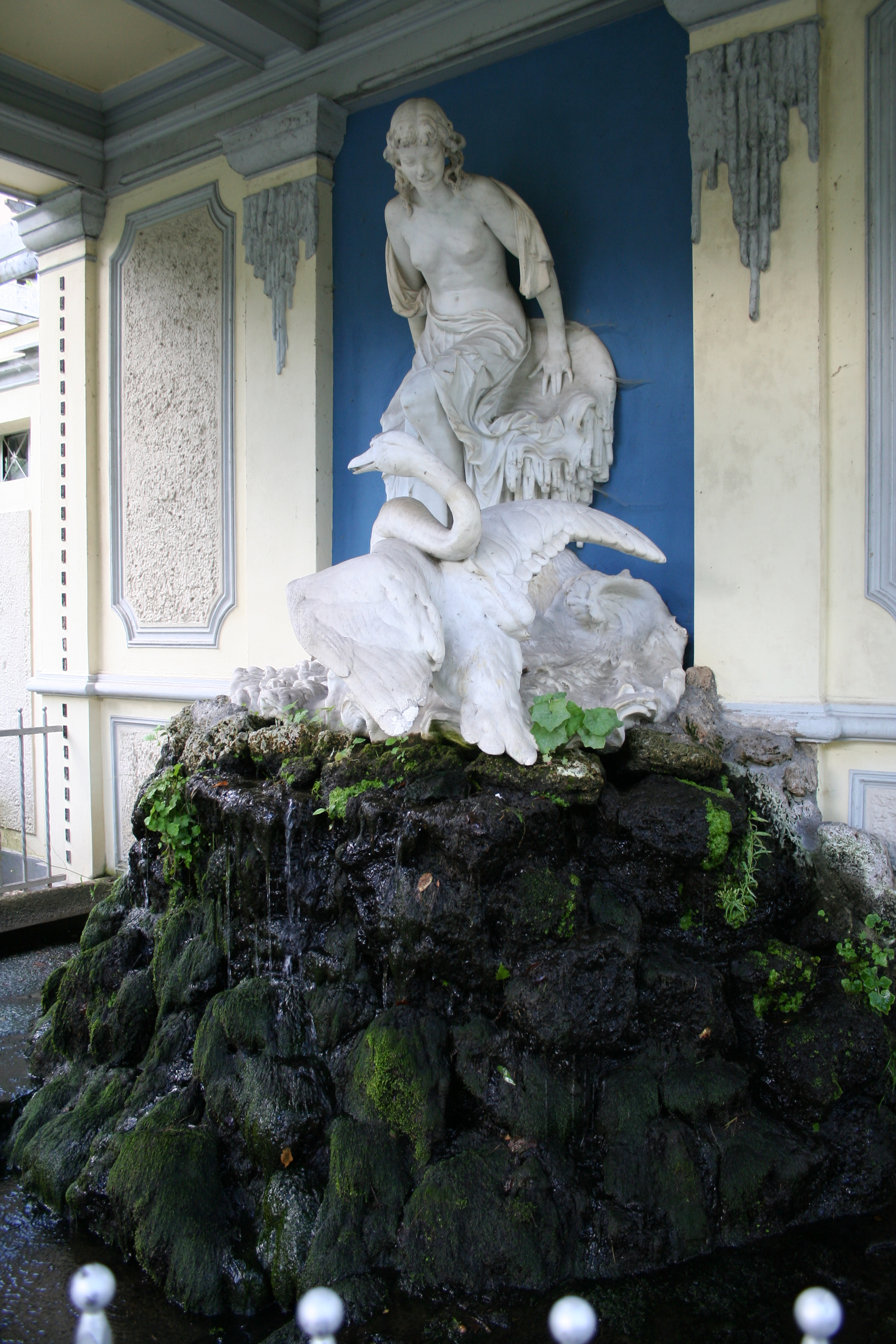
Leda s labutí, berlínská zoo

### Berlín
- 1889 – Pifferaro mit Affe, polychromovaná socha italského chlapce v životní velikosti, zakoupeno Národní galerií v Berlíně.
- 1889 – Berlínský palác, nástěnná kašna pro byt císařovny Augusty Viktorie.
- 1895 – nástěnná fontána s bronzovými postavami na domě na křižovatce Rosenthaler a Gormannstrasse ve Starém Berlíně (postavena v roce 1897).[20]
- 1897 – alegorická skupina Koruna jako útočiště míru, v nové budově Pruské panské sněmovny, hold politickému programu Viléma II.
- 1898 – Neptunův chrám (Uechtritzova fontána) s vodopádem a mramorovou skupinou Leda s labutí v berlínské zoo.[21]
- 1899 – Tiergarten, Vítězná alej, památková „Skupina 24“ se sochou kurfiřta Jiřího Viléma, po jeho stranách sekundární busty Konrada von Burgsdorffa a Adama ze Schwarzenbergu (viz text výše).
- 1901 – Mitte, mramorová socha císaře Viléma I. v Bílém sále berlínského městského paláce. Jednalo se o navazující objednávku na jeho dílo pro Vítěznou alej od Viléma II., který nesouhlasil s prozatímní verzí Emila Hundriesera.[3]
- 1904 – Tiergarten, centrální náměstí Großer Stern, kašna – Hubertusbrunnen ve stylu Dürera, zbořena v roce 1938 (viz text výše).
- 1905 – busta předsedy vrchního soudu Edwina von Drenkmanna ve vestibulu budovy vrchního soudu.
- 1910 – (postavena po jeho smrti) Wilmersdorf, náměstí Nikolsburger Platz, kašna Gänseliesel s bronzovým děvčetem a husami (viz text výše).

### Další města
- 1891 – Wittenberg, zámek Wittenberg, bronzový medailon zobrazující propagátory reformace.
- 1897 – Landsberg an der Warthe, kašna – Pauckschbrunnen (viz text výše).
- 1898 – Sokolov, Jubilejní kašna, postavena u příležitosti 50. výročí usednutí Františka Josefa I. na trůn (viz text výše).
- 1899 – Vratislav, socha Helmutha von Moltkeho, odlita z bronzu v Umělecké a zvonařské slévárně Lauchhammer.
- 1902 – Grimmen, hřbitov, socha Bismarcka, odlitá z bronzu v Umělecké slévárně závodu Lauchhammer, padla za oběť darům kovů ve druhé světové válce.
- 1904 – St. Louis, socha Fridricha Wilhelma von Steubena, vystavena a zachována na Světové výstavě. Menší verze sochy od neznámého sochaře je od roku 1968 umístěna v parku Tower Grove.[22]
- 1907 – Hamburk-Wandsbek, kašna – Puvogelbrunnen s bronzovou sochou Der erwachende Tag (viz text výše).
- 1908 – Stolp, socha pruského polního maršála Blüchera, odlitá z bronzu v Lauchhammerově závodě, odhalena 16. prosince 1908 u příležitosti 150. výročí založení Pomořanského husarského pluku „Kníže Blücher von Wahlstatt“ č. 5.[23]

### Místo neznámé
- Soška Karla von Holteie – před 1879, zakoupil císař Vilém I.
- Bronzová busta Bismarcka s vyznamenáním Pour le Mérite – výška 35cm, černá stupňovitá mramorová základna, obrázek.
- Friedrich der Große mit Dreispitz – bronzová busta, výška 37cm, obrázek.